# 와편모충류
와편모충류(渦鞭毛蟲類, dinoflagellates)는 대형 편모충류 원생생물 분류군의 하나이다. 대부분 해양 플랑크톤이지만, 담수 환경에서도 발견된다. 분포하는 개체수는 해수면 온도와 염도 또는 수심 등에 의존한다. 모든 와편모충류의 약 절반은 광합성을 하며, 이들은 규조류를 제외하고 해양 진핵생물 조류 중에서 가장 큰 분류군을 형성한다.
현재, 약 1,555종의 자유 생활하는 와편모충류를 기술하고 있다. 또한 1,700종 이상의 해양 종과 220여 종의 담수 종을 포함하여 약 2,000여 종으로 추산하기도 한다. 가장 크게 추산하는 경우는 현존하는 와편모충류를 2,294종으로 집계하며, 해수와 담수 그리고 기생하는 와편모충류를 포함하고 있다.

## 하위 분류
- 디노피시스강 (Dinophyceae)[4] 또는 페리디니움강 (Peridinea)
  - 블라스토디니움목 (Blastodiniales 또는 Blastodinida) - 7종[4]
  - 디노피시스목 (Dinophysiales 또는 Dinophysida) - 379종[4]
  - 고니아울락스목 (Gonyaulacales 또는 Gonyaulacida) - 550종[4]
  - 김노디니움목 (Gymnodiniales 또는 Gymnodiniida) - 740종[4]
  - 하플로준목 (Haplozoonales) - 14종[4]
  - 페리디니움목 (Peridiniales 또는 Peridiniida) - 1086종[4]
  - 프로로켄트룸목 (Prorocentrales 또는 Prorocentrida) - 98종[4]
  - 피로키스티스목 (Pyrocystales 또는 Pyrocystida) - 20종[4]
  - 수에시아목 (Suessiida) - 60종[4]
- 옥시리스강 (Oxyrrhidophyceae)
  - 옥시리스목 (Oxyrrhida)
- 야광충강 (Noctilucea)
  - 야광충목 (Noctilucida)
- 신디니움강 (Syndinea)
  - 콕키디니움목 (Coccidinida)
  - 신디니움목 (Syndiniales)

## 어원학
"dinoflagellate"라는 용어는 그리스어 dinos와 라틴어 flagellum의 합성어이다. Dinos는 "소용돌이치는"을 의미하며 와편모충류가 헤엄치는 것이 관찰된 독특한 방식을 의미한다. Flagellum은 "whip"을 의미하며 이것은 편모를 나타낸다.

## 역사
1753년 Henry Baker는 최초의 현대 와편모충류를 "바다에서 반짝이는 빛을 일으키는 동물들"로 묘사했고, 1773년 Otto Friedrich Müller에 의해 명명되었다. 이 용어는 소용돌이를 의미하는 그리스어 δῖνος (dînos)와 채찍이나 채찍에 대한 작은 용어인 라틴어 편모에서 파생되었다.
1830년대에 독일의 현미경학자 Christian Gottfried Ehrenberg는 많은 물과 플랑크톤 표본을 조사했고 페리디늄, 프로로센트럼, 다이노피시스 등을 포함하여 오늘날에도 사용되고 있는 몇몇 와편모충류 속(dinoflagellate)을 제안했다
이 같은 와편모충류는 1885년 Otto Bütschli에 의해 Dinoflagellida으로 처음 정의되었다.식물학자들은 이들을 생물발광형 또는 Dinophyta의 이름을 따서 Pyrrophyta 또는 Pyrhophyta라고 명명했다.
여러 시기에 cryptomonads, ebriids, ellobiopsids가 여기에 포함되었지만, 현재는 마지막 종만이 근연종으로 간주되고 있다. 와편모충류는 비낭포에서 낭포 형성 전략으로 변형하는 것으로 알려져 있으며, 이는 진화 역사를 재현하는 것을 매우 어렵게 만든다.

## 형태학
와편모충류는 단세포이며 복부 세포 쪽에서 발생하는 2개의 서로 다른 편모를 가지고 있다.
그들은 세포 왼쪽에 박동하는 여러 파장을 가진 리본 모양의 가로 편모를 가지고 있고, 더 전통적인 편모인 세로 편모가 후방으로 박동한다.
가로 편모(transverse flagellum)는 바깥쪽 가장자리만 밑부분에서 끝부분으로 흔들리는 물결 모양의 리본이다. 축삭의 가장자리에 다양한 길이의 단순한 털이 있다. 편모 운동은 전방 추진력과 회전력을 생성한다. 종편모양의 외관은 비교적 일반적이며 털이 거의 없거나 아예 없다. 그것은 그것의 파동까지 단지 한 두 주기로 박동한다. 편모는 표면 홈에 위치한다. 즉, 원위부는 세포 뒤쪽으로 자유롭게 돌출되어 있지만, 원위부는 cingulum의 횡방향과 황골의 종방향 홈이다. desmokont 편모를 가진 와편모충류 종(예: Prorocentrum)에서는 두 편모가 dinokonts처럼 분화되지만, 홈과는 관련이 없다.
와편모충류는 일련의 막, 폐포라고 불리는 편평한 소포, 관련 구조들로 구성된 양피질 또는 피질이라고 불리는 복잡한 세포 덮개를 가지고 있다. thecate("기갑") 와편모충류에서, 이것들은 겹치는 셀룰로오스 판을 지지하여 theca 또는 lorica라고 불리는 일종의 갑옷을 만든다. 이들은 종에 따라 다양한 모양과 배열로 나타나며, 때로는 와편모충류의 단계에서 나타나기도 한다. 종래에는 이러한 칼 플레이트들의 배열을 지칭하기 위해 표라는 용어가 사용되어 왔다. 플레이트 구성은 플레이트 공식 또는 표 작성 공식으로 표시될 수 있다. 섬유성 압출물은 또한 많은 형태로 발견된다.

## 생태 및 생리학

### 서식지
와편모충류는 모든 수생 환경에서 발견되며 눈이나 얼음을 포함한 해양, 기수 및 담수. 저서 환경과 해빙에서도 흔히 볼 수 있다.

### 내생공생생물
모든 Zooxanthellae는 편모충류이며 대부분은 Symbiodiniaceae(예: Symbiodinium 속)에 속한다. Symbiodinium과 산호초 생성 산호 사이의 연관성은 널리 알려져 있다. 그러나 내생공생생물인 Zooxanthellae는 많은 말미잘, 해파리, 갯지렁이, 대왕조개 Tridacna, 여러 종의 방사충류 및 유공충과 같은 수많은 다른 무척추동물과 원생생물에 서식한다. 현존하는 많은 와편모조류는 기생충이다(여기서 내부에서 먹이를 먹는 유기체, 즉 내부 기생충으로 정의되거나 더 오랜 기간 동안 먹이에 붙어 있는 유기체, 즉 외부 기생충으로 정의됨). 그들은 동물이나 원생생물 숙주에 기생할 수 있다. Protoodinium, Crepidoodinium, Piscinoodinium 및 Blastodinium은 동물성 플랑크톤 또는 어류 숙주를 먹는 동안 색소체를 유지한다. 대부분의 기생 와편모조류에서 감염 단계는 전형적인 운동성 와편모세포와 유사하다.

### 영양 전략
와편모조류에는 세 가지 영양 전략이 있는 것처럼 보인다. : 광영양, 혼합영양, 종속영양
광영양생물은 광독립영양생물 또는 자가영양생물이가 될 수 있다. 혼합영양 와편모조류는 광합성 활성이 있지만 종속영양생물이기도 하다. 영양에 충분한 조건인 독립영양 또는 종속영양인 혼합 영양은 양영양성으로로 분류된다. 두 가지 형태가 모두 필요한 경우 유기체는 엄밀하게 혼합 영양 상태이다. 자유 생활을 하는 일부 와편모조류에는 엽록체가 없지만 광영양성 내공생체가 있다. 일부 와편모조류는 음식(kleptoplasty)에서 얻은 외래 엽록체(cleptochloroplasts)를 사용할 수 있다. 일부 와편모조류는 포식자나 기생충으로 다른 유기체를 먹을 수 있다. 먹이에는 박테리아, 남조류, 작은 편모조류, 규조류, 섬모류 및 기타 편모조류 등이 있다.

## 생활사
와편모충류는 야광충과 그 관련 종들을 제외하고는 단상 생활환을 가지고 있다. 수명주기는 일반적으로 데스모시시스(desmoschisis) 또는 백혈구 분열증(eleuteroschisis)을 통해 유사 분열을 하는 무성 생식을 포함한다. 보다 복잡한 생활 주기가 발생하며, 특히 기생 와편모충류의 경우 더욱 그렇다. 유성 생식도 발생하지만, 이 생식 방식은 소수의 와편모류에서만 알려져 있다. 이것은 두 개체가 융합하여 접합체를 형성함으로써 이루어지며, 접합체는 전형적인 와편모조류 방식으로 움직일 수 있으며 동접합자라고 불린다. 이 접합체는 나중에 휴식기 또는 휴면 접합체를 형성할 수 있으며, 이를 dinoflagellate 낭종 또는 dinocyst라고 한다. 낭종의 발아 후(또는 전), 해츨링은 감수 분열을 거쳐 새로운 반수체 세포를 생성한다. 와편모충류는 다양한 유형의 DNA 손상을 처리할 수 있는 여러 DNA 복구 과정을 수행할 수 있는 것으로 보인다.

## 계통 분류
다음은 피하낭류의 계통 분류이다.

|  | 와편모충류   |
|  |              |
|  | 페르킨수스류 |
|  |              |

|  | 좁은 의미의 정단복합체충류                                |
|  |                                                           |
|  | \| \| 크로메라류 \| \| \| \| \| \| 콜포델라류 \| \| \| \| |
|  |                                                           |
|  | 크로메라류                                                |
|  |                                                           |
|  | 콜포델라류                                                |
|  |                                                           |

|  | 크로메라류 |
|  |            |
|  | 콜포델라류 |
|  |            |

|  | 와편모충류   |
|  |              |
|  | 페르킨수스류 |
|  |              |

|  | 좁은 의미의 정단복합체충류                                |
|  |                                                           |
|  | \| \| 크로메라류 \| \| \| \| \| \| 콜포델라류 \| \| \| \| |
|  |                                                           |
|  | 크로메라류                                                |
|  |                                                           |
|  | 콜포델라류                                                |
|  |                                                           |

|  | 크로메라류 |
|  |            |
|  | 콜포델라류 |
|  |            |

|  | 와편모충류   |
|  |              |
|  | 페르킨수스류 |
|  |              |

|  | 좁은 의미의 정단복합체충류                                |
|  |                                                           |
|  | \| \| 크로메라류 \| \| \| \| \| \| 콜포델라류 \| \| \| \| |
|  |                                                           |
|  | 크로메라류                                                |
|  |                                                           |
|  | 콜포델라류                                                |
|  |                                                           |

|  | 크로메라류 |
|  |            |
|  | 콜포델라류 |
|  |            |

|  | 와편모충류   |
|  |              |
|  | 페르킨수스류 |
|  |              |

|  | 좁은 의미의 정단복합체충류                                |
|  |                                                           |
|  | \| \| 크로메라류 \| \| \| \| \| \| 콜포델라류 \| \| \| \| |
|  |                                                           |
|  | 크로메라류                                                |
|  |                                                           |
|  | 콜포델라류                                                |
|  |                                                           |

|  | 크로메라류 |
|  |            |
|  | 콜포델라류 |
|  |            |

|  | 와편모충류   |
|  |              |
|  | 페르킨수스류 |
|  |              |

|  | 좁은 의미의 정단복합체충류                                |
|  |                                                           |
|  | \| \| 크로메라류 \| \| \| \| \| \| 콜포델라류 \| \| \| \| |
|  |                                                           |
|  | 크로메라류                                                |
|  |                                                           |
|  | 콜포델라류                                                |
|  |                                                           |

|  | 크로메라류 |
|  |            |
|  | 콜포델라류 |
|  |            |

|  | 와편모충류   |
|  |              |
|  | 페르킨수스류 |
|  |              |

|  | 좁은 의미의 정단복합체충류                                |
|  |                                                           |
|  | \| \| 크로메라류 \| \| \| \| \| \| 콜포델라류 \| \| \| \| |
|  |                                                           |
|  | 크로메라류                                                |
|  |                                                           |
|  | 콜포델라류                                                |
|  |                                                           |

|  | 크로메라류 |
|  |            |
|  | 콜포델라류 |
|  |            |

|  | 와편모충류   |
|  |              |
|  | 페르킨수스류 |
|  |              |

|  | 좁은 의미의 정단복합체충류                                |
|  |                                                           |
|  | \| \| 크로메라류 \| \| \| \| \| \| 콜포델라류 \| \| \| \| |
|  |                                                           |
|  | 크로메라류                                                |
|  |                                                           |
|  | 콜포델라류                                                |
|  |                                                           |

|  | 크로메라류 |
|  |            |
|  | 콜포델라류 |
|  |            |

|  | 와편모충류   |
|  |              |
|  | 페르킨수스류 |
|  |              |

|  | 좁은 의미의 정단복합체충류                                |
|  |                                                           |
|  | \| \| 크로메라류 \| \| \| \| \| \| 콜포델라류 \| \| \| \| |
|  |                                                           |
|  | 크로메라류                                                |
|  |                                                           |
|  | 콜포델라류                                                |
|  |                                                           |

|  | 크로메라류 |
|  |            |
|  | 콜포델라류 |
|  |            |

|  | 와편모충류   |
|  |              |
|  | 페르킨수스류 |
|  |              |

|  | 좁은 의미의 정단복합체충류                                |
|  |                                                           |
|  | \| \| 크로메라류 \| \| \| \| \| \| 콜포델라류 \| \| \| \| |
|  |                                                           |
|  | 크로메라류                                                |
|  |                                                           |
|  | 콜포델라류                                                |
|  |                                                           |

|  | 크로메라류 |
|  |            |
|  | 콜포델라류 |
|  |            |

|  | 와편모충류   |
|  |              |
|  | 페르킨수스류 |
|  |              |

|  | 좁은 의미의 정단복합체충류                                |
|  |                                                           |
|  | \| \| 크로메라류 \| \| \| \| \| \| 콜포델라류 \| \| \| \| |
|  |                                                           |
|  | 크로메라류                                                |
|  |                                                           |
|  | 콜포델라류                                                |
|  |                                                           |

|  | 크로메라류 |
|  |            |
|  | 콜포델라류 |
|  |            |

|  | 와편모충류   |
|  |              |
|  | 페르킨수스류 |
|  |              |

|  | 좁은 의미의 정단복합체충류                                |
|  |                                                           |
|  | \| \| 크로메라류 \| \| \| \| \| \| 콜포델라류 \| \| \| \| |
|  |                                                           |
|  | 크로메라류                                                |
|  |                                                           |
|  | 콜포델라류                                                |
|  |                                                           |

|  | 크로메라류 |
|  |            |
|  | 콜포델라류 |
|  |            |

|  | 와편모충류   |
|  |              |
|  | 페르킨수스류 |
|  |              |

|  | 좁은 의미의 정단복합체충류                                |
|  |                                                           |
|  | \| \| 크로메라류 \| \| \| \| \| \| 콜포델라류 \| \| \| \| |
|  |                                                           |
|  | 크로메라류                                                |
|  |                                                           |
|  | 콜포델라류                                                |
|  |                                                           |

|  | 크로메라류 |
|  |            |
|  | 콜포델라류 |
|  |            |

|  | 와편모충류   |
|  |              |
|  | 페르킨수스류 |
|  |              |

|  | 좁은 의미의 정단복합체충류                                |
|  |                                                           |
|  | \| \| 크로메라류 \| \| \| \| \| \| 콜포델라류 \| \| \| \| |
|  |                                                           |
|  | 크로메라류                                                |
|  |                                                           |
|  | 콜포델라류                                                |
|  |                                                           |

|  | 크로메라류 |
|  |            |
|  | 콜포델라류 |
|  |            |

|  | 와편모충류   |
|  |              |
|  | 페르킨수스류 |
|  |              |

|  | 좁은 의미의 정단복합체충류                                |
|  |                                                           |
|  | \| \| 크로메라류 \| \| \| \| \| \| 콜포델라류 \| \| \| \| |
|  |                                                           |
|  | 크로메라류                                                |
|  |                                                           |
|  | 콜포델라류                                                |
|  |                                                           |

|  | 크로메라류 |
|  |            |
|  | 콜포델라류 |
|  |            |

|  | 와편모충류   |
|  |              |
|  | 페르킨수스류 |
|  |              |

|  | 좁은 의미의 정단복합체충류                                |
|  |                                                           |
|  | \| \| 크로메라류 \| \| \| \| \| \| 콜포델라류 \| \| \| \| |
|  |                                                           |
|  | 크로메라류                                                |
|  |                                                           |
|  | 콜포델라류                                                |
|  |                                                           |

|  | 크로메라류 |
|  |            |
|  | 콜포델라류 |
|  |            |

|  | 와편모충류   |
|  |              |
|  | 페르킨수스류 |
|  |              |

|  | 좁은 의미의 정단복합체충류                                |
|  |                                                           |
|  | \| \| 크로메라류 \| \| \| \| \| \| 콜포델라류 \| \| \| \| |
|  |                                                           |
|  | 크로메라류                                                |
|  |                                                           |
|  | 콜포델라류                                                |
|  |                                                           |

|  | 크로메라류 |
|  |            |
|  | 콜포델라류 |
|  |            |